# 北卡罗来纳大学教堂山分校
北卡罗来纳大学教堂山分校（简称、或），是一所男女同校的公立研究型大學，位於美国北卡罗来纳州教堂山，是北卡罗来纳大学系統的旗舰校区。雖然不是第一間被特許的公立大學，卻是第一個在十八世紀對外招生的學校，也是唯一有研究所的公立學府。北卡罗来纳大学教堂山分校是被列入公立常春籐的最初幾所大學之一，是美国大学协会成员。

## 历史
北卡罗来纳大學在1789年12月11日的北卡罗来纳州立法会上被特許成立。查珀尔希尔市中心的富兰克林街于1793年為紀念班傑明·富蘭克林而命名，被視為UNC主校園的北部邊界。
大學成立時只有一棟單一建築物，叫做舊東方。如今仍然作住宅樓使用，它是最老的美國公立大學建築物。它于1793年10月12日奠基，地方接近于一所英國圣公會小教堂并因此得名教堂山。今天，大學在每年10月12日慶祝校慶。第一位學生，Hinton James于1795年2月12日從威明顿走路到達这里。校園里的一個大住宅樓就依他命名。兩個星期內，他是唯一的學生。
北卡罗来纳大學第一家開班并招收研究生的公立大学。佐治亞大學于1785年最早被特許，但是直到1801年才開始上課。有些私立學校在UNC之前成立，但是直到許久之后才成為公共的教育機構。北卡罗来纳大學是在十八世紀中頒發學位的唯一一所美國的大學機構。
1932年UNC成為重組的北卡罗来纳大學的三個最初校園之一（1972之后稱北卡罗来纳大學系統）。1963年，重組后的大學實現完全男女合校。相應地，北卡罗来纳大學女子學院被重新命名为北卡羅來納大學格林斯伯勒分校，而北卡罗来纳大學本身成為北卡罗来纳大學教堂山分校。

## 校园

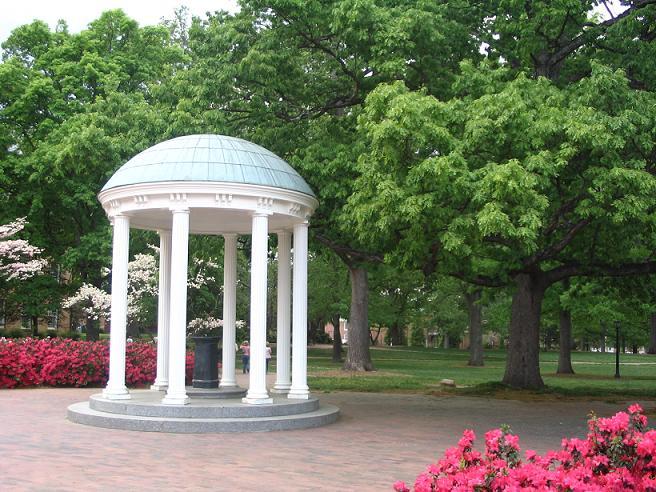
老井，北卡之公認標誌

UNC廣袤優美的校園由兩大中心四方廣場構成。廣場之一叫Polk广场，以北卡羅來納州人、北卡大学大學校友詹姆斯·诺克斯·波尔克（James Polk）總統的名字命名。學生們閑步于稱為深坑的磚砌凹地（也時常戲稱為傳道者深坑）。座落于校園中心的Morehead-Patterson鐘塔，鳴響時點。1999年，北卡罗来纳大学教堂山分校是“美國社會造園設計師Medallian獎”的16家獲奖者之一，同時也是T.A. Gaines在他的《藝術品校園》一書中所認可的50個「藝術品」大學之一。

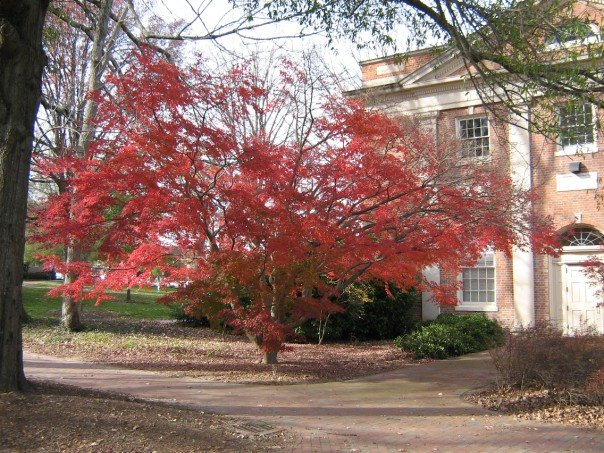
秋天的Graham纪念堂

大學最持久的象徵是老井，一個以凡爾賽花園中的愛德圣堂 為基礎的新古典主義的小圓形建築。老井地點原来是一口給學校供水的井，它位于McCorkle广场（即北广场）的最南端，介于校园最古老的两栋建筑舊東方和舊西方之間。在圓形建築的中心有一個象徵性的飲水處（现在提供城市饮用水），以便大家能從老井喝到好運氣。有一个傳統是新生要喝井里的水，据称，如果这样做，他那个學期会拿全A。McCorkle广场有一棵“大卫白杨”樹，其下有一条石凳。據說当一个人坐在長椅子上的时候，他亲吻的人將是最终和他結婚。“大卫白杨”本身是大學的一個標誌，傳說只要它茂盛，大學也會旺盛。由於雷電襲擊導致的健康問題，大學已經在附近種植兩株遺傳複製品以“保證”學校的持續好運氣。第二個複製品于1993年北卡大學的兩百週年紀念時栽植。另一個大學標誌是沉默的山姆，一尊用于紀念一位在南北战争时期叛军（南方军队）作战而失去生命的軍人雕像。該雕像成為卡羅來納校園及課堂辯論的話題。有人認為這是對種族主義和奴隸制度的紀念。而另一方則認為這只是南方豐富傳統的一例，如此而已。

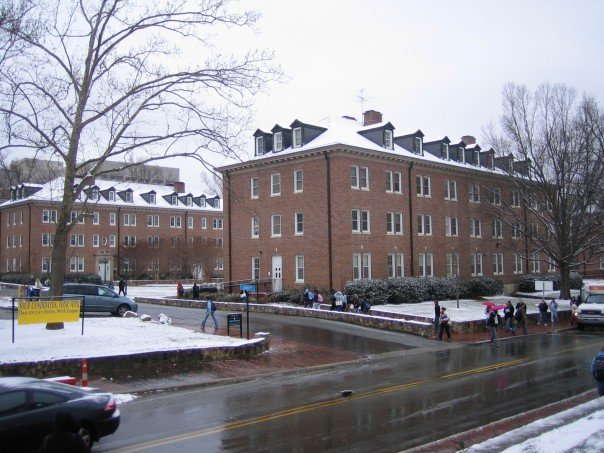
位于北校园的Mangum和Ruffin住宿楼

整體而言，校園分為北部、中部和南部。北部校園包括連同深坑、Frank Porter Graham學生聯盟、學生商店以及Davis圖書館、House本科生圖書館和Wilson圖書館。幾乎所有的教室連同多數的本科住宅樓都位於北部校園。中部校園包括Fetzer和Woolen健身房以及學生娛樂中心，Kenan体育场,body.html Irwin Belk戶外跑道，艾迪史密斯運動場附屬建築和戶內跑道，Cary C. Boshamer棒球場，Carmichael禮堂（女子篮球、女子排球、女子體操和男子摔角），Sonya Haynes Stone黑人文化和歷史中心，政治學院，法學院,UNC醫院, 喬治-瓦特希爾校友中心, Ram's Head（包括餐廳，停車車庫，食品雜貨商店，先進健身館的綜合樓）;以及Carmichael、Parker Teague和Avery住宅樓。南部校園包括迪恩史密斯中心（Dean Smith Center）男子籃球館, Kenan-Flagler商學院, Ram村莊和Odum村莊公寓綜合樓, Mason Farm路的Baity Hill學生家庭住房綜合樓，以及Hinton James, George Moses Horton，Ehringhaus, Ehringhaus South，Morrison，Paul Hardin, Craige和Craige North。
一個新的衛星校園, 卡罗来纳之北, 2007年已經被提議并且付諸計劃中。這個新增的校區計畫成為擁有二十一世紀新科學設施的研究園區，同時也將增加住宅樓，以保證學生人口的繼續增长。

## 学术

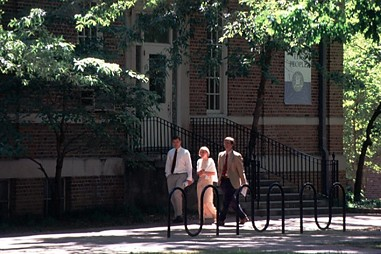
夏日下的UNC校园

UNC提供71個學士, 110個碩士和74個博士學位課程。卡羅萊納州招收來自北卡罗来纳州全部100個郡縣，其他49個州和47個其他國家的超過26000位學生。州法律要求在每個一屆新生中來自北卡罗来纳州的學生的比例達到或超過82%。
UNC的圖書館系統有超過七百萬冊。UNC的北卡罗来纳館藏是全國校園與“州”相關藏書中最大的，而且在威爾遜圖書館中收藏的南方和稀罕藏書是全國最好的。該大學是ibiblio的老家。ibiblio是世界上第三大WWW因特網站，也是收藏軟體，音樂，文學，藝術，歷史，科學，政治和文化研究免費資料的世界最大收藏之一。

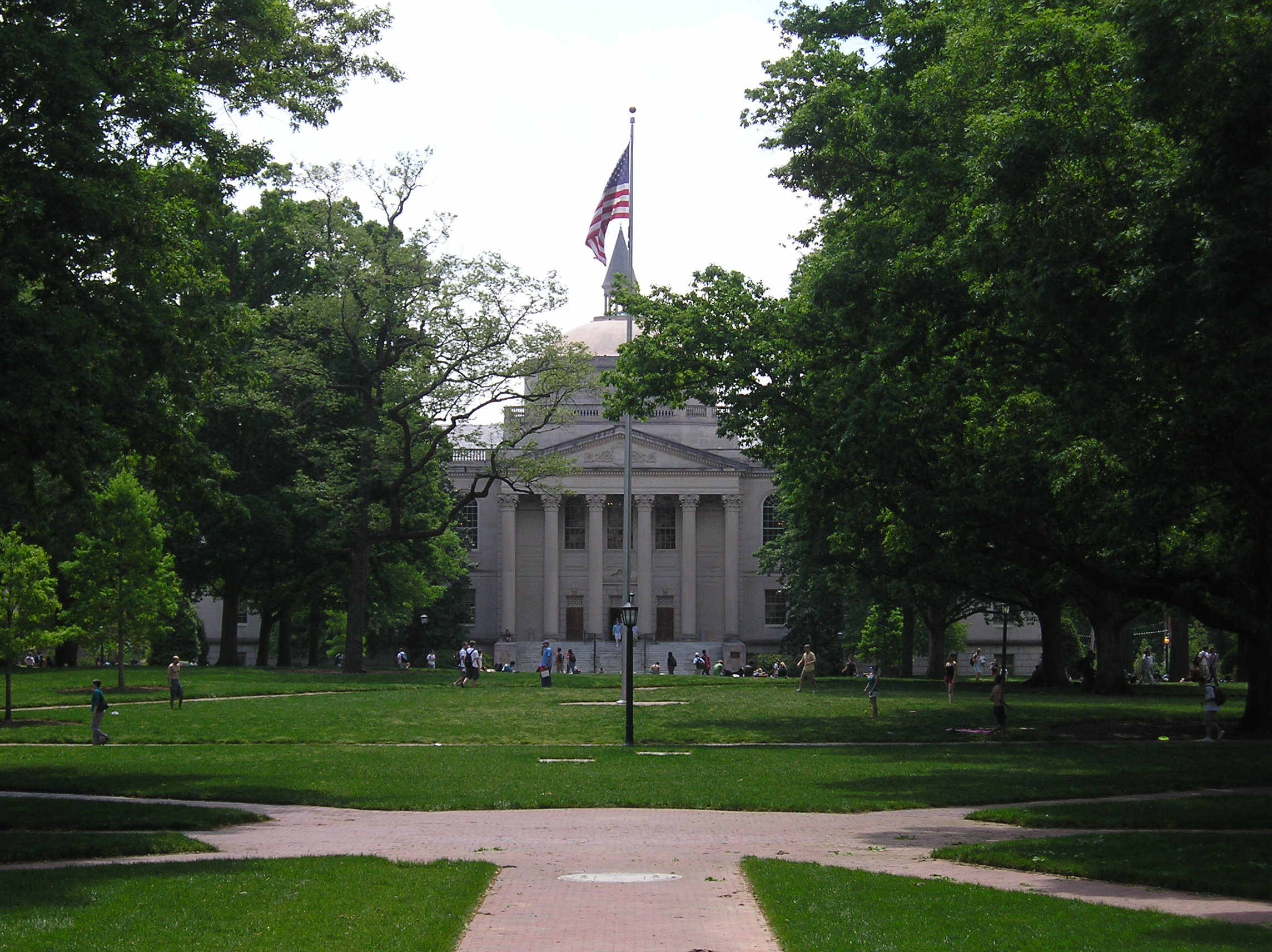
威爾遜圖書館，收藏稀罕書籍和北卡罗来纳州藏書

在研究所專業中，醫學院，法學院, 信息及圖書館科學學院, 公共健康學院, 藥學院, 新聞及大眾傳媒學院, 牙科學院, 護理學院，教育學院, 政府學院，和Kenan-Flagler商學院都享有很高的聲譽。商學院的商業管理執行碩士，即EMBA，商業周刊排名全世界第五，一年二次的排名。Kenan-Flagler的MBA專業整體上而言在世界排第10，福布斯。其中，排名更靠前的僅有的國際學校為法國的INSEAD和瑞士的IMD。Kenan-Flagler的會計學碩士在2004“公共會計報告”中排名第7，且以每年畢業生95% - 100%雇用率為豪。另外，醫學院primary care排名第2，研究排名第20位，依照美國新聞&世界報告。
2007年，在美國新聞&世界報告的排名中，信息與圖書館科學學院與伊利诺伊大学厄巴纳-香槟分校連續八次并列第一。美國新聞&世界報告將公共健康學院與哈佛并列第二。（第一為約翰。霍普金斯大學）美國新聞&世界報告也將藥學院排名全國第三。教育學院，北卡罗来纳大學法學院，和護理學院也在全國頂尖30中。政府學院MPA專業是北卡罗来纳州唯一進入全國排名的MPA專業：城市管理方面全國第6，公眾事務和行政全國第10。UNC社會工作學院也提供研究所專業，其排名連續在全國5強之列。
總體上講，大學本科專業2006年全國排名27，依照美國新聞&世界報告，與南加州大學和波士頓的塔夫茨大學并列。UNC一向為公立大學5強之一，按照美國新聞&世界報告的調查，同列的還有加州大学伯克利分校，維吉尼亞大學，加州大学洛杉矶分校和密西根大學。依照Kiplinger個人財政雜誌, UNC對於州內學生而言是最有價值的學校，而紐約Binghamton的Binghamton大學在外州價值排名最高。2006年，依照美國新聞&世界報告，UNC在公立大學之中"好學校，好價格"排名第一，而基于學術品質，就學凈開支和平均學生債務則排名第10。2004年12月佛羅里達大學Lombardi衡量大學表現項目顯示，UNC在"頂尖的美國研究大學"中的公立大學排名第4。基于研究，捐贈資產，私人捐款，教員，和專業訓練等各項指標，教堂山是100所最好的公立大學中排名第一的杰出學術與可承受學費兼得的大學（Kiplinger個人財政）。卡羅萊納已經連續四年第一。UNC在公立研究機構中大學生在海外學習的比例最高。對於大學本科生，大學提供了全美最受稱許的榮譽課程，3星評價（最高級）。
在大學本科部，學生們在UNC最初兩年完成"遠景的"課程要求。英文，社會科學，歷史，外國語言，數學，以及自然科學課程是所有學生必修的，以確定學生接受大範圍的文理科教育。在二年級之後，學生進入藝術與科學學院，或選擇醫學院，商業，制藥，信息與圖書館科學，公共健康，或新聞和大眾傳播的其他學位課程。
卡羅萊納數十年來一直提供大學部優異獎學金，包括仿效牛津羅德獎學金的Morehead-Cain獎學金。拿獎學金的學生接受四年的學費，食宿費，書籍以及夏天學習/研究的資助。創新的獎學金羅伯遜獎學金，允許受獎者同時在UNC-教堂山和附近的杜克大學上學。
卡羅萊納是公立大學中Rhodes學者第二多的學校，1902以來總共有41位，僅在維吉尼亞大學之后。另外，許多學生贏得了杜魯門，Goldwater，米契爾，邱吉爾和梅隆獎學金。

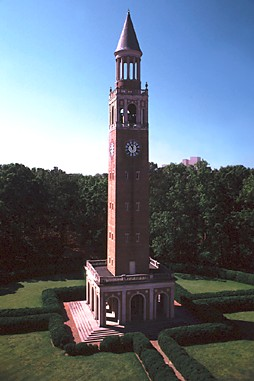
教堂山鐘塔

## 人口結構
2006-2007學年學生人口統計顯示全校有16764大學部本科學生，10512研究生和第一專業的學生，1382全職指導教師，14:1師生比為1:14，90%教員有領域的博士或最高學歷。
2006秋季班19,736人申請，6,734錄取（34.1%），3,816入學（56.7%）。入學的學生中：
- 96.0%美國籍公民，2.6%美國永久居民，1.4%外國國民。
- 81.5%是北卡罗来纳州居民；
- 69.97%白人、12.32%非裔或黑人、7.52%亞裔、5.37%西班牙/拉丁裔人、0.84%北美原住民、0.16%太平洋島民、2.02%其他、1.81%選擇不報告。
- 92.1%報告了中學GPA，85.4%GPA 4.0或更高，平均GPA為4.37。78.5%的學生報告了中學班級排名，其中6.3%排名第一，16.3%排名前三，39.6%排前十名，76.3%排名頂尖10%，93.3%排列在前20%。
- 95.0%曾參與高中社區服務，66.0%曾成立一個組織、統帥運動代表隊、或者做班級、俱樂部、或學生團體的主席，63.0%參與音樂、戲劇或其他的藝術。

## 竞技、俱乐部和传统

### 竞技
學校的運動隊叫柏油脚跟，而吉祥物是拉美西斯公羊。他們參與全美大学体育协会（NCAA）的I-A分區和大西洋沿岸联盟的賽事。
北卡罗来纳州大學贏得了五種運動，38個團隊國家冠軍, 9項記錄保持，和51個個人國家冠軍。女子足球隊自1981年來贏得了19個國家冠軍;男子足球隊2001年贏得了冠軍; 1994年女子籃球隊冠軍; 1924, 1957, 1982, 1993, 2005和2009年男子籃球冠軍; 1982, 1986,和1991年男子長曲棍球冠軍; 1985, 1995, 1996,和1997年女子field曲棍球冠軍;女子小組手球隊2004年冠軍;而男子小組手球隊在2004, 2005,  和2006年贏得了最近三個國家冠軍。男子劃船隊贏得了2004ECAC國家大學賽舟邀請賽冠軍。北卡罗来纳男子棒球隊也是長青力量, 2006年拿到大學世界系列冠軍。
從1961到1997年男子籃球隊由迪恩·史密斯執教。史密斯教練贏得879勝，在NCAA 1區排名第二。他在1982年和1993年帶領柏油脚跟贏得NCAA冠軍。在UNC執教第二年，罗伊·威廉斯于2005年帶領他的隊伍成為國家冠軍并在2006年被美聯社評委年度教練。2007年4月2日，威廉斯教練入選名人堂。
在1994年，大學運動項目贏得了Sears指導者杯“全部運動國家冠軍”──該項冠軍由NCAA根據累積的競賽表現頒發。
運動方面知名畢業生包括麥克·喬丹、米亚·哈姆、戴維斯·愛III、艾迪·波普、罗伊·威廉斯、B.J. Surhoff、克丽丝廷·利利、傑夫·里德、Tra Water、安德魯·米勒、丹尼爾·巴德和馬里恩·瓊斯。就讀UNC，但是沒有畢業的著名運動員包括勞倫斯·泰勒、猶利·佩珀斯、威利·帕克和Dre Bly。
男子籃球著名的運動員包括麥克·喬丹、拉里·布朗、比利·古尼罕、馬特·道赫蒂、文斯·卡特、丹尼·格林，約瑟·福特、肖恩·梅、拉希德·麦肯茨、雷蒙德·費爾頓、杰里·斯塔克豪斯、马尔文·威廉姆斯、安托万·贾米森、布伦登·海伍德、鮑伯·麦卡杜、山姆·柏金斯、傑夫·麦金尼斯、喬治·林奇、里克·福克斯、沃爾特·戴維斯、休伯特·戴維斯、肯尼·史密斯、詹姆斯·沃西、菲爾·福特、拉希德·華萊士和卡梅倫·哈利斯。

### 学生组织
在UNC，一般的學生組織（排除希臘生活組織，運動組織和柏油脚跟日報）由大學的一個管理單位，即卡羅萊納州聯盟，認證和協助。學生組織的資金主要地源於'學生活動費用'。該費用的使用由學生政府決定。
學生政府包括一個有40個成員的大會，一個學生組織主席帶頭的執行委員會和由學生運作的榮譽制度。學生政府權利源於1946年因道格拉斯亨特的建議寫而草擬并採用的學生章程。  在那次之前，Dialectic and Philanthropic社區及其他組織為支持學生權益而集會。
UNC學生政府的歷史已由艾伯特和Gladys Hall Coates編譯成書，標題為《教堂山北卡罗来纳州大學學生故事》。
Alpha Phi Omega,是一個為促進領導力，友誼和服務理想的男女共教育服務組織。該團體在1930年被大學特許，現在每個學期仍然非常積極地保持數百小時的社區服務。
StemGroup, Carolina學生生物科技網路, 辯證與博愛社會, 黑人學生運動, 男女同性戀兩性變性直率同盟, UNC年輕民主黨黨員, 學院共和黨員, 彈跳雜誌，卡羅萊納Bollywood俱樂部,卡羅萊納公司, 羅蕾萊, Achordants, 卡羅萊納州大學部ACLU, Chi Alpha基督徒團體和Y校園，以及超過400個其他認證的俱樂部和48個希臘組織共同構成了多姿多彩的學生生活。
根據普林斯頓回顧，UNC學生運作的報紙《柏油脚跟日報》，即DTH，是全國第三好的學校報紙，僅在霍華德大學和亞歷桑那大學之後，且獲得了諸如聯合學院社Peacemaker獎之類其他的獎項。DTH早在1995年就提供它的網上報紙。第一份網路校園報紙是1994年的《獵戶星座》,加州州立大學Chico的校園報紙。
最大的學生籌款會/活動，UNC跳舞馬拉松，有數以千計學生，全體教員和社區成員參與，以為北卡兒童醫院籌款。該組織常年籌募資金和開展志願活動，自1999年建立以來，已經捐贈以百萬美元。
UNC有一個稱為津购会（The Order of Gimghoul）的“秘密社团”，每年選一些嶄露頭角的三年級學生並且暗中在西教堂山的Gimghoul城堡見面。這一個城堡1924-1926建造，是北卡罗来纳州唯一的真實城堡。許多榮譽社团，例如the Order of the Golden Fleece, the Order of the Grail-Valkyries,以及the Order of the Old Well,是學生組織的一部分。
WXYC89.3 FM，成立于1977年，是UNC獲獎的學生廣播電台，其廣播年中午休。雖然由學生DJ規劃，但是WXYC通常播放鮮有耳聞的各種流派和時代的音樂作品。1994年11月7日，它成為世界上第一個上網播放的電臺。另有一個由學生經營的電視臺叫做STV。
學生工人行動（SAW），一個工人-學生的聯合組織，于2003年成立，以動員學生支持工人領導的活動。SAW支持所有UNC職員生活薪資（保障）和集體商討的權利。
在居民顧問（RA）和 住宅樓協會（RHA）之間, UNC住宅樓的組織活動主要由學生主持。兩個團體提供為校園學生的利益提供社會和教育規劃，并與大學官方溝通，仲裁學生衝突。
校園中有很多兄弟會和 姐妹會，但只有14.4%的大學生屬于這類希臘社區。UNC有許多商業和服務的兄弟會，他們沒有樓房但是仍然被學校承認。雖然黑人兄弟姐妹會沒有樓房，但是這些組織享有相當聲望且具有全國性的認知度。
大學的運動隊由行進的柏油脚跟，即大學的行進（樂）隊，所支持。這個全部由志願者組成的樂團支持籃球，field曲棍球，足球，長曲棍球，足球，排球和摔角項目。行進的柏油脚跟，綽號"ACC之驕傲",現在大約有275個成員。

### 传统

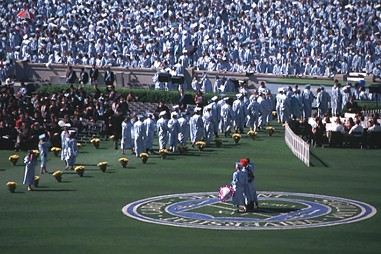
Kenan体育场的毕业典礼

自从竞技部开始，学校的代表色就是卡罗莱纳蓝和白。这个颜色是多年以前被确立的。蓝色（类似天蓝或者哥伦比亚蓝的颜色）代表了辩论社（Dialectic Society），而白色代表了慈善社（Philanthropic Society）。起初学校要求每个学生必须参加其中一个。传统上说，“辩证派”学生来自北卡的教堂山以西，而“慈善派”学生来自北卡的教堂山以东（教堂山本地的学生和州外学生可以自愿选择加入哪一方）。在公开场合，两方都是平等出现。因此最终两种颜色都被选择了，意喻着两种势力作为校园的组成部分的有机结合。近些年来，球队又选择了海军蓝作为第三种显著的颜色。球队的昵称是柏油脚跟，代表了美国南北战争时期为美利坚联盟国作战的志愿士兵，虽然还有一种传说追溯到美国独立战争时期。球队的吉祥物是一头存在的公羊名叫拉美西斯。这要追溯到1924年，那时球队的经理，受到了前橄榄球运动员Jack "The Battering Ram" Merrit（杰克"斗争的公羊"米雷特）的启发，把一头公羊带到了一年一度的和弗吉尼亚军事学院的球赛中。在主罚一个决胜的定位球前，踢球手摸了公羊的头，而最终赢得了比赛，因此这头公羊就被留了下来。现在每次比赛的时候都有一个拟人化的公羊出现在比赛现场。
尽管南方最老的劲敌，UNC的第一个老对手，弗吉尼亚大学近些年来成绩已经严重下滑，她还是20世纪80年代UNC在篮球上最主要的竞争对手。这对老冤家最近刚刚见证了第111次橄榄球比赛。这竞争的激烈程度最近被另一些略微缺乏历史的竞争关系所淡化了。这些对手有：北卡罗来纳州立大学（NCSU）——一所校园更大、侧重工科和农学的大学，杜克大学（Duke）和威克森林大学（Wake Forest）——一家地处温莎的私立学校。传统是UNC和NCSU之间会相互攻击，包括每年大型赛事前将NCSU的"自由表达隧道"都涂上UNC的颜色，而作为报复行动，北卡州立大学的学生会到教堂山来高唱他们的战斗歌曲，有时会把饮水口染成红色。多年以来，每逢比赛前，威克森林的人会来偷UNC的活的吉祥物——拉美西斯公羊。
在篮球界，北卡大学和杜克大学的竞争关系尤为惨烈。几十年来，两支球队都是冠军争夺的常客，而他们两家只相距八英里。两校的学生和粉丝都充满了憎恨。这样的竞争关系的存在使得人们在日常生活的场合中，用彼此学校的代表色（都是蓝色）的深浅来区别，浅的带白色的是“卡罗来纳蓝”而深色的是“杜克蓝”。

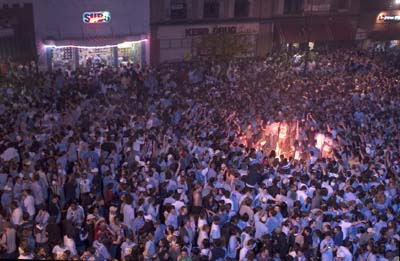
北卡男篮战胜杜克男篮后在富兰克林街上的庆祝活动

在对杜克男篮比赛获胜后，冲到市中心富兰克林街已经逐渐成为一个传统。有时警察试图关闭街道，人们则会在富兰克林街和哥伦比亚街周围、校园里聚集，并生起篝火。有时，庆祝活动会失控。比如在一次85比83的胜利之后，庆祝活动引发了故意破坏和掀翻汽车的行为。
每个学期，在期末考试开始的前一天夜里，'午夜考试学习放松'的事件会发生。传统上这包括学生在本科生图书馆裸体奔跑。
每次万圣节，校园都被庆祝活动妆点。近些年来，每次有约7万化装的学生和游客记在毗邻校园的富兰克林街的一英里长的一段路上。学生来自阿帕拉契州立大学，北卡罗来纳州立大学，杜克大学，Elon大学和其他北卡大学系统里的学校。
UNC拥有一个历史悠久的'诚信守则'。它是有学校的诚信法庭执行的，通过处理各种有关学生的学术和行为失检触犯了学校社区的利益。教授不能因为学生被抓到作弊而通过任何方式处罚学生（比如让该生不及格），相应的他必须上报给学生总检察长。只有当由学生组成的诚信法庭裁定有罪后，该生才可以被制裁。

## 知名校友
UNC在全国所有50个州和146个国家分布了243,000名校友。
- 迈克尔·乔丹：美國国家篮球协会（NBA）前球员，被公认为美国篮球史上最伟大的球员。
- 詹姆斯·沃西:美國國家籃球協會(NBA)前球員，1982年選秀狀元，Showtime湖人重要成員之一。
- 丹尼·格林:美國國家籃球協會(NBA)球員，曾贏得三次NBA總冠軍。
- 詹姆斯·诺克斯·波尔克：美国前总统，美国民主党人。
- 約翰·布蘭奇
- 亞米斯德·莫平
- 李應元
- 曾淑賢，中華民國國家圖書館館長。

## 大学领导

### 校長（前北卡罗来纳大学时期）
- Joseph Caldwell（1804-1812）
- Robert Hett Chapman（1812-1816）
- Joseph Caldwell（1816-1835）
- David L. Swain（1835-1868）
- Solomon Pool（1869-1872）
- Vacant（1872-1874）
- Charles Phillips (1875-1876)
- Kemp P. Battle（1876-1891）
- George Tayloe Winston（1891-1896）
- Edwin Anderson Alderman（1896-1900）
- Francis Preston Venable（1900-1913）
- Edward Kidder Graham（1913-1918）
- M.H. Stacy (1918-1919)
- Harry Woodburn Chase（1919-1930）
- Frank Porter Graham（1930-1932; 北卡罗来纳（联合）大学主席（校长）1932-1949)

### 校長（北卡罗来纳大学教堂山校區）
- Robert B. House（1934-1945行政院长; 1945-1957教堂山分校校长）
- William Brantley Aycock（1957-1964）
- Paul F. Sharp (1964-1966)
- J. Carlyle Sitterson（1966-1972）
- N. Ferebee Taylor（1972-1980）
- Christopher C. Fordham（1980-1988）
- Paul Hardin（1988-1995）
- Michael Hooker（1995-1999）
- William O. McCoy（acting and interim chancellor, 1999-2000）
- James Moeser（2000-2008）
- Holden Thorp（2008- ）

## 胜迹
- Coker Arboretum（英语：Coker Arboretum）
- 北卡罗莱纳植物园
- Ackland Art Museum（英语：Ackland Art Museum）
- North Carolina Collection Gallery, Wilson Library